# Coelorinchus australis
Coelorinchus australis es una especie de pez de la familia Macrouridae en el orden de los Gadiformes.

## Morfología
• Los machos pueden llegar alcanzar los 55 cm de longitud total.

## Alimentación
Come octòpodes, peces  y decápodos.

## Hábitat
Es un pez bentopelágico y de aguas  templadas que vive entre 80-300 m de profundidad.

## Distribución geográfica
Es un endemismo de Australia.